# 스루가구
스루가구(일본어: 駿河区)는 2005년 4월 1일에 탄생한 시즈오카현 시즈오카시의 행정구 중 하나이다.
2003년 4월 1일에 옛 시미즈시와 합병하기 전의 옛 시즈오카시 중 도카이도 본선 이남 및 옛 오사다촌에 해당하는 지역이다. 시즈오카시에는 이 구 외에 아오이구와 시미즈구가 있다. 스루가구청 청사는 시즈오카시 3개 행정구 중에서 유일하게 정령지정도시 지정과 함께 신축된 것이다(아오이구청은 옛 시즈오카시청 청사, 시미즈구청은 옛 시미즈시청 청사를 사용).

## 지리
시즈오카시의 행정구 가운데 인구, 면적 모두 가장 규모가 작은 구이다. 서쪽은 야이즈시, 후지에다시, 북쪽은 아오이구, 동쪽은 시미즈구, 남쪽은 스루가만과 접한다. 지형은 거의 전역이 평지이지만 서쪽의 야이즈시 경계와 동쪽의 시미즈구 경계의 구릉에 끼어 있는 지형 사이로 아베강이 흐르고 있다.

## 교통

### 철도
- 도카이 여객철도 도카이도 본선
- 일본화물철도 도카이도 본선
- 시즈오카 철도 시즈오카시미즈선

### 도로
- 도메이 고속도로
- 국도 1호선
- 국도 150호선